# Juan de Puga Ordóñez
Juan de Puga Ordóñez (1682-1753) fue un filósofo y jesuita chileno.

## Biografía
Juan de Puga Ordóñez nació en Concepción, Chile; siendo hijo de Francisco Puga Quiroga y Luisa Ordóñez de Pineda Velásquez de Silva. Se casó con Manuela Girón de Montenegro Esparza Jofré, con quien tendría siete hijos: José Puga Girón, María de Puga, María Mercedes de Puga, Francisco Javier de Puga, María Josefa de Puga, Fermina de Puga y Manuela de Puga y Girón de Montenegro.
Entre 1710 y 1711 fue profesor de filosofía en el Colegio Máximo de San Miguel. Durante el año 1735, fue el Rector del colegio de la Compañía de Jesús en la ciudad de Bucalemu, donde se destacó su papel en los trabajos de restauración de la Iglesia dañada por el terremoto de 1730. Se conservan de su docencia las Disputationes in Animasticam et in libros Physicorum Aristotelis. Contiene cuatro partes que se dividen de la siguiente manera: Disputationes in Animasticam: Tractatus Primus. De corpore animato (f. 2 – f. 62v); Liber secundus. Methaphysica: Tractatus secundus Methaphysicus (f. 63 – f. 118); Disputationes in octo libros Physicorum Aristotelis (f. 119 – f. 281v) y Tractatus Primus. De generatione sive in libros De ortu et interitu (f. 282 – f. 291). También se ha conservado una copia de parte de sus clases de animástica - por mano de un alumno mercedario - en el Archivo Histórico de La Merced de Santiago de Chile (AHME). Se tiene la noticia que en 1751 se encontraba enfermo en el Colegio Máximo, pero no se tiene la fecha exacta de su muerte. 

## Obras
- Juan de Puga S. J., Disputationes in Animasticam et in libros Physicorum Aristotelis, 1711 (v. 85, Fondo Antiguo, Archivo Nacional Histórico, Santiago de Chile, ff. 1r-291r).